# Fountain
Fountain — це безкоштовна мова розмітки простого тексту з відкритим вихідним кодом, яка дозволяє писати форматований сценарій у будь-якому текстовому редакторі, на будь-якому пристрої, використовуючи будь-яке програмне забезпечення для редагування текстових файлів.
Fountain (який отримав свою назву від Fountain Avenue, відомого голлівудського проїзду) був створений через враження від текстового формату Markdown і бере свій початок у двох різних і не пов'язаних між собою проєктах: Scrippets, розробленому Джоном Огастом та Німою Юсефі, та Screenplay Markdown, розробленому Стю Машвіцем.

## Реалізації
З того часу Fountain був реалізований у кількох популярних текстових редакторах, текстових процесорах та програмах для написання сценаріїв, таких як BBEdit, Emacs, JotterPad, Scrivener, Slugline, Storyist, Sublime Text, TextWrangler, Trelby, Vim, Visual Studio Code, Writer та багатьох інших.

### TextBundle та TextPack
Формат файлів, що включає файли Markdown або Fountain та пов'язані файли зображень це TextBundle та TextPack (стиснутий, також містить JSON з метаданими).